# 33924 Rosanaaraujo
33924 Rosanaaraujo è un asteroide della fascia principale. Scoperto nel 2000, presenta un'orbita caratterizzata da un semiasse maggiore pari a 2,528447 UA e da un'eccentricità di 0,111832, inclinata di 3,702496° rispetto all'eclittica. Ha un diametro di 3,726 km.